# Wartislao IV di Pomerania

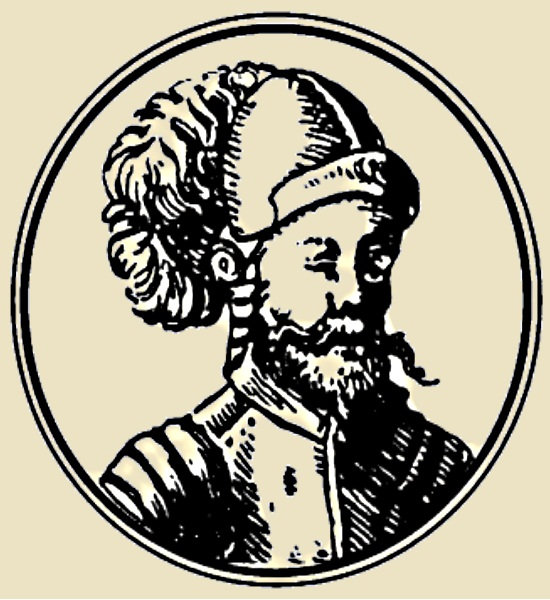
Un'immagine di Warislao IV

Wartislao IV di Pomerania (anche citato come Vartislao o con il nome tedesco Wartislaw) (prima del 1290 – 1º agosto 1326) fu duca di Pomerania-Wolgast dal 1309 al 1326.

## Biografia
Wartislao IV era l'unico figlio maschio del duca Boghislao IV di Pomerania e di sua moglie Margareta, figlia di Vitslav II, principe di Rügen. Wartislao IV aveva quattro sorelle: Jutta, Elisabeth, Margareta ed Eufemia.
Wartislao IV sposò Elisabetta, una figlia del conte Ulrich I di Lindow-Ruppin; ebbero tre figli: Boghislao V, Barnim IV e Wartislao V.
Nel 1309 Wartislao IV succedette a suo padre come duca di Pomerania-Wolgast e nel 1317 ricevette in feudo le Terre di Schlawe e Stolp dal margravio Valdemaro di Brandeburgo-Stendal. Alla morte di Valdemaro nel 1319, suo cugino minore ed erede Enrico II passò sotto la tutela di Wartislao; i suoi piani per ottenere il dominio sul Brandeburgo furono tuttavia annullati dal volere dell'imperatore Ludovico IV, che alla fine concesse il margraviato a suo figlio Ludovico V di Wittelsbach nel 1323.
Nel 1321 Wartislao firmò un trattato di eredità con lo zio materno, il principe Vitslav II, e alla sua morte nel 1325 sovrintese all'unificazione con il Principato di Rügen, allora feudo danese. Il re Cristoforo II di Danimarca tuttavia, nonostante le precedenti affermazioni, infeudò i principi Meclemburgo e Werle, scatenando così una guerra di successione, in cui i figli minori dell'anziano Wartislao, sostenuti dall'avversario di re Cristoforo, il conte Gerardo III di Holstein e il duca Barnim III di Pomerania-Stettino dovettero lottare per l'eredità, fino a quando il Meclemburgo rinunciò a Rügen nel 1328 e la Pomerania vinse.
Inoltre, nel 1317 ampliò il suo territorio ad est acquisendo gli stati di Schlawe-Stolp dall'eredità dei duchi di Pomerania dal Mark Brandenburg.

## Matrimonio e discendenza
Wartislao sposò Elisabetta di Lindow-Ruppin e ebbero tre figli:
- Boghislao V  (1326 circa – 23 aprile 1374)
- Barnim IV (1325 – 22 agosto 1365)
- Wartislao V (c. 1 novembre 1326 – 1390)